# Ortueri
Ortueri (sardinsky: Ortuèri) je italská obec (comune) v provincii Nuoro v regionu Sardinie. Nachází se ve výšce 584 metrů nad mořem a má přibližně 1 000 obyvatel. Rozloha obce je 38,83 km².